# Gare d'Oshawa
La gare d'Oshawa (Durham College Oshawa) est une gare ferroviaire à Oshawa en Ontario, une banlieue à l'est de Toronto. La gare est située à l'angle de Bloor Street et de Thonton Road dans le sud-ouest d'Oshawa, tout près de l'autoroute 401. La gare est le terminus de la ligne Lakeshore East de GO Transit et un arrêt intermédiaire pour les trains de Via Rail Canada entre Toronto, Ottawa et Montréal.

## Situation ferroviaire
La gare d'Oshawa est située au point milliaire 302,2 milles (486,3 km) de la subdivision Kingston du Canadien National et à la fin de la subdivision GO de Metrolinx. Deux voies sont posées à la subdivision GO et trois voies sont posées à la subdivison Kingston.
La gare est partagée entre Via Rail Canada et GO Transit. Les trains GO empruntent les voies de la subdivision GO parallèles à la subdivison Kingston du Canadien National, entre Pickering et Oshawa, pendant que les trains Via empruntent les voies de la subdivision Kingston. À l'approche de Whitby, les voies se rapprochent de l'autoroute 401.
Près de Whitby, les passagers regardant vers le sud peuvent apercevoir le centre d'entretien East Rail. Depuis 2012, Metrolinx a construit cette installation en complément de son centre d'entretien de Willowbrook, près de la gare de Mimico. Cette installation de 600 000 pieds carrés contient plus d'un kilomètres de voies et 72 aiguillages, permettant de garer jusqu'à 22 trains sur le côté, avec de l'espace pour la réparation des voitures et des locomotives, le système de nettoyage pour le matériel roulant ferroviaire et d'autres installations. Cette installation a ouvert ses portes le 14 mars 2018.
Ainsi, la gare de triage d'Oshawa du Canadien National se trouve au sud de la gare. Les voies du CN traversent le ruisseau Oshawa et passe à côté de la cour d'entretien des autobus de la région de Durham. Après les quartiers résidentiels d'Oshawa, la réserve faunique de McLaughlin Bay et le parc provincial Darlington se trouvent du côté sud des voies, en direction de Port Hope. À Clarington, où le futur prolongement de la ligne Lakeshore East est prévu via les voies du Canadien Pacifique, la centrale nucléaire de Darlington fait face au lac Ontario, juste au sud des voies. La voie ferrée continue son chemin le long du lac Ontario, jusqu'à son prochain arrêt, Port Hope.

## Histoire

### Grand Tronc
La première gare d'Oshawa a été construite par le chemin de fer Grand Tronc pendant que sa construction progressait vers l'ouest jusqu'à Toronto en 1856, et le premier train y est arrivé en août de la même année. Le premier train y est arrivée en août de la même année. Bien qu'il n'existe aucune photo de cette gare, il s'agissait d'une structure rectangulaire des murs extérieurs en pierre calcaire grise et un toit en pente avec jusqu'à quatre cheminées, de conception presque identique aux exemples qui subsistent à Port Hope et à Napanee. Elle était située du côté est de Simcoe Street, une « route de colonisation » ouverte en 1822 pour faciliter la colonisation de la région.
À l'époque de la construction de la gare, Oshawa était une communauté d'environ 1 000 personnes et d'une poignée d'entreprises, principalement concentrées autour de l'intersection de Simcoe Street et Kingston Road (aujourd'hui King Street) La majorité de la communauté était située à environ deux kilomètres au nord de la gare, une source de nombreux désagréments à une époque précédant l'invention de l'automobile. Au cours des décennies suivantes, le raccordement au Grand Tronc a apporté la prospérité à Oshawa et lui a permis de s'industrialiser rapidement. Au moment de la Confédération canadienne en 1867, six trains s'arrêtaient quotidiennement à Oshawa. Robert Samuel McLaughlin a déménagé sa fabrique de voitures d'Enniskillen à Oshawa en 1878 pour avoir accès au chemin de fer, établissant ainsi les bases de l'industrie automobile d'Oshawa.
La gare du Grand Tronc, dans sa forme originale, devenait inadéquate pour une communauté de la taille d'Oshawa, et à un moment inconnu de la fin des années 1800, un ajout important a été construit sur un côté de la gare. Il n'existe pas non plus de photos de la gare après ces changements, bien qu'il existe des photos de la gare de Cornwall, qui a subi des changements similaires à la même époque. En 1895, le chemin de fer Oshawa a ouvert une ligne ferroviaire interurbaine électrifée entre le centre-ville d'Oshawa et la gare du Grand Tronc. Cela a rendu les déplacements en train à destination ou en provenance d'Oshawa beaucoup plus pratiques et a permis à un plus grand nombre d'industries proches du centre-ville d'Oshawa d'expédier leurs marchandises par train. Entre 1901 et 1903, des travuax ont été effectués pour doubler la voie de la ligne du Grand Tronc à travers Oshawa, dans le cadre d'un projet plus vaste visant à faire de même le long de la ligne principale de Montréal à Sarnia. À la même époque, la gare d'origine a été entièrement remplacée par une nouvelle gare plus conforme aux caractéristiques de conception couramment utilisées par le Grand Tronc au début du XXe siècle.
La McLaughlin Motor Car Company a commencé à produire des automobiles en 1907, et plusieurs années plus tard, en 1915, la première cargaison de voitures McLaughlin a été chargée dans des wagons couverts et transportée vers le sud par le chemin de fer Oshawa pour les échanger avec le Grand Tronc. McLaughlin et Chevrolet ont fusionné avec General Motors en 1918, formant ainsi General Motors Canada. Au même moment, le Grand Tronc connaissait des difficultés financières qui ont abouti à sa nationalisation et à son absorption par le Canadien National en 1923.

### Canadien National
Pendant la Seconde Guerre mondiale et la période d'après-guerre, le service a atteint son apogée avec 14 trains par jour, mais cela a été rapidement gâché par la popularisation des automobiles à la même époque. Le service de transport de passagers sur le chemin de fer d'Oshawa a pris fin en 1940, et le déclin s'est intensifié avec l'achèvement de la route 2A à travers Oshawa en 1947. Celle-ci a été transformée en autoroute 401 en 1952, qui a fini par être parallèle au chemin de fer dans la plupart des endroits et par desservir un grand nombre des mêmes communautés. Le statut d'Oshawa en tant qu'une banlieue de Toronto a permis à la gare d'être utilisée activement par les banlieusards, même si le nombre d'usagers a continué à baisser. Alors que le service était réduit dans les gares voisines de Whitby et de Bowmanville, le service à Oshawa est passé à 17 trains par jour en 1961.
Le CN a remplacé la gare une fois de plus en 1967. Il s'agit d'une structure d'allure moderne avec peu d'embellissements architecturaux, dont la fonction a clairement été privilégée par rapport à la forme. Quoi qu'il en soit, le service d'Oshawa a chuté à seulement dix trains par jour en 1974. En 1976, le CN a commencé à donner son service voyageurs le nom de Via Rail, qui est devenu une société de la Couronne distincte en 1977.

### GO Transit et Via Rail
Les plans d'expansion du service de train GO à Oshawa ont commencé à être discutés en 1982. Des gares possibles étaient prévues à Ritson Road, Wilson Road et Farwell Street (sur la ligne du CN). Le gouvernement cherchait à développer un mode de transport nouveau, bon marché et futuriste qui mettrait en valeur les capacités techniques de l'UTDC et augmenterait les ventes. Le projet GO-ALRT a été conçu pour prolonger les lignes Lakeshore d'Oakville à Hamilton et de Pickering à Oshawa. Cependant, les coupes budgétaires de 1985 ont mis fin au projet. Une nouvelle loi fédérale allait donner à GO Transit une priorité sur les lignes ferroviaires qu'elle exploitait.
En 1988, la ligne Lakeshore East a été prolongée de Pickering à Whitby, sur sa propre voie (ce qui signifie qu'il n'y a pas d'interférence avec les trains de marchandises du CN) et c'est à cette époque que des plans sérieux ont été élaborés pour prolonger la ligne jusqu'à Oshawa. Au début des années 1990, Via Rail a modernisé la gare pour l'adapter au XXIe siècle. Cela a facilité le prolongement de la ligne jusqu'à Oshawa, car GO Transit a décidé qu'il serait préférable d'utiliser la gare existante de Via Rail comme meilleur emplacement.
Le gouvernement provincial a prolongé la ligne Lakeshore East à Oshawa le 1er octobre 1990, en faisant circuler un seul train le long de la subdivision Kingston, en contournant les gares d'Ajax et de Whitby sur l'ancienne emprise du GO-ALRT. Au même moment, le service d'autobus bonifiait rapidement à Oshawa. L'ouverture du terminus Oshawa Centre en 1992 a entraîné le détournement de tous les autobus d'Oshawa Transit de l'ancien terminus du centre-ville vers un terminus de centre commercial plus achalandé. Avec l'augmentation du trafic, GO Transit a travaillé au prolongement des voies de Whitby à Oshawa et, le 8 janvier 1995, le service régulier de GO a été prolongé vers la gare d'Oshawa.
La banlieue est a bénéficié d'un service prolongé jusqu'au 3 juillet 1993, date à laquelle des coupes budgétaires ont obligé tous les trains, sauf ceux des heures de pointe, à se rabattre sur Pickering. Le 1er mai 2000, le service de semaine toute la journée a été rétabli sur la subdivision GO, bien que les trains de fin de semaine et de jour férié se terminaient toujours à Pickering. Le 30 décembre 2006, le service de fin de semaine et de jour férié a été rétabli à Whitby et prolongé jusqu'à Oshawa.
En 2006, les trains GO circulaient à Oshawa toutes les 30 minutes, toute la journée. Via a également commencé à ajouter des trains à la gare et, en 2009, a entamé des travaux de modernisation de la gare. À l'époque, Via était desservie par un seul quai. La nouvelle construction a transformé ce quai en un quai central, relié à la gare principale par un pont piétonnier au-dessus des voies du CN. Ce pont offre une vue d'ensemble de la gare et du triage du CN au sud du site. Entre-temps, GO a ajouté des valideurs de la carte Presto à la gare en 2012.

### Prolongement
En 2016, GO et Via prévoyaient de démolir le bâtiment actuel de la gare, pour le remplacer avec une nouvelle structure qui ouvrirait en 2017. Cependant, l'avenir de la gare d'Oshawa en tant que gare GO est remis en question. Metrolinx prévoit de prolonger la ligne Lakeshore East à Bowmanville, et l'une des approches consisterait à passer des voies GO à la ligne du CP, plus au nord. Cette voie présente l'avantage supplémentaire d'ajouter de nouvelles gares plus proches du centre-ville d'Oshawa. Deux gares sont prévues, l'une située au sud du Complexe récréatif civique d'Oshawa, appelée « Thornton Corners », et l'autre juste au sud du centre-ville d'Oshawa, au 500 Howard Street, sur le site de l'ancien point de vente Knob Hill Farms et du dépôt du CP. Cette gare serait rebaptisée la « gare centrale d'Oshawa ». Une troisième gare possible serait située à Grandview Drive, dans l'est d'Oshawa.
Si la gare actuelle reste sous cet aménagement, son utilisation pourrait être similaire à la répartition qui existe entre les gares de West Harbour et d'Hamilton à l'ouest de la ligne Lakeshore West.

## Changement de nom de la gare
Le 4 octobre 2022, le Durham College a signé un accord de 10 ans avec Metrolinx pour obtenir le droit de dénomination de la gare d'Oshawa, marquant ainsi le premier changement de nom dans le cadre d'un programme mis en place par le gouvernement Ford. Le coût d'acquisition du droit de dénomination n'a pas été divulgé.
Ce changement de nom a entraîné des modifications dans les annonces des trains et les équipes de trains GO transmettront également des messages promotionnels au nom du collège.

## Service aux voyageurs

### Accueil
La billetterie de GO Transit est ouverte en semaine de 6 h à 20 h 45, les fins de semaine et jours fériés de 6 h 30 à 20 h 45. L'ambassadeur de la gare GO peut aider les clients à configurer un type de tarif ou à définir un trajet par défaut sur la carte Presto. Les clients disposent également d'options en libre-service, notamment l'achat d'un billet papier dans un distributeur automatique de billets, le chargement d'une carte Presto dans un distributeur automatique de billets compatible avec Presto, l'achat d'un billet électronique avec leur téléphone intelligent et le paiement au valideur avec une carte de crédit sans contact ou une carte Presto.
Le guichet de Via Rail est ouvert tous les jours entre 6h45 et 23h. Les passagers peuvent enregistrer des bagages mais le service de consigne n'est pas disponible à la gare.
La gare est équipée d'une salle d'attente, des toilettes, des abris de quai, d'un téléphone payant, d'un débarcadère, d'un dépanneur, et d'un stationnement incitatif. Le stationnement incitatif comprend des places réservées et d'une zone de covoiturage. La gare est accessible aux fauteuils roulants.

### Dessert
À compter du 24 septembre 2022, les trains de Lakeshore East s'arrêtent à la gare toutes les 15 minutes en pointe et toutes les 30 minutes hors pointe. Les trains en direction ouest continuent au-delà de la gare Union vers Aldershot, Hamilton, West Harbour et Niagara Falls.
Du côté de Via Rail, 5 à 6 trains par jour s'arrêtent à la gare à destination de Montréal, 6 à 7 trains par jour à destination d'Ottawa, et 12 à 13 trains par jour à destination de Toronto.

### Intermodalité
Plusieurs lignes d'autobus de GO Transit et de Durham Region Transit desservent la gare. Du côté de GO Transit, la ligne 52 de GO Transit relie la gare d'Oshawa, l'Institut universitaire de technologie de l'Ontario et Durham College, le stationnement incitatif Brock à Pickering, le terminus Cornell à Markham, la gare d'Unionville, le terminus Richmond Hill Centre, et le terminus d'autobus de l'autoroute 407 en fin de semaine. En semaine, la 56 est une ligne prolongée qui dessert également la gare de Bramalea, le centre commercial Square One, la station Erin Mills du Transitway à Mississauga, le Sheridan College, et la gare d'Oakville. La ligne 88 relie la gare d'Oshawa, Clarington, la gare d'autocars de Peterborough, et l'Université Trent tous les jours. La 90B est un train-bus qui remplace le service ferroviaire de Lakeshore East tôt le matin ou tard le soir. La 92 est une ligne locale qui dessert les arrêts le long de la route 2, la station Scarborough Centre, les stations York Mills et Yorkdale tous les jours. La 96 est une ligne express qui dessert les gares de Whitby, Ajax, les stations Scarborough Centre, Sheppard-Yonge et Finch tous les jours.
Du côté de Durham Region Transit, la 403 dessert le parc industriel d'Oshawa situé au sud de la gare, et la 902 King dessert le centre-ville d'Oshawa et de Bowmanville via la route 2. La correspondance est gratuite entre les trains de GO Transit et les autobus de DRT.